# Idwal Iwrch
Idwal ap Cadwaladr (650? - †720?) (en latin : Ituvellus; en anglais Judwald), également connu sous le nom de Idwal Iwrch (le Chevreuil), fut un roi de Gwynedd.
À la mort de son père, Cadwaladr le Béni, vers 682, le royaume de Gwynedd entre dans une période assez embrumée. Son surnom suggère un jeune homme de petite taille et les chroniques historiques indiquent qu'il ne s'est probablement pas retrouvé impliqué dans de conflits trop importants ou prolongés avec ses voisins et qu'il se soit plutôt intéressé à la situation intérieure du royaume. 
C'est sous son règne que le royaume voisin de Mercie, à l'ouest, renforça sa puissance et son influence. Il se peut qu'Idwal soit responsable des incursions que le royaume gallois de Powys lança sur les frontières merciennes, lors du règne du roi Coenred de Mercie. Mais même si ces raids ont effectivement eu lieu et que le Gwynedd y fut impliqué, il devait s'agir d'actions relativement éparses qui n'ont pas dégénéré en conflit plus sérieux. Son fils Rhodri lui succéda, probablement en 720.

## Sources
- (en) Mike Ashley The Mammoth Book of British Kings & Queens Robinson (Londres 1998)   (ISBN 1841190969) « Idwal Iwrch (Roebuck) ap Cadwaladr Gwynedd  c682 - c720 » p. 147.
- (en) Peter Bartrum, A Welsh classical dictionary: people in history and legend up to about A.D. 1000, Aberystwyth, National Library of Wales, 1993 (ISBN 9780907158738), p. 435 IDWAL IWRCH ap CADWALADR. (660)